# بخش ریکاوری (شهرستان مرسر، اوهایو)
بخش ریکاوری (به انگلیسی: Recovery Township) یک منطقهٔ مسکونی در ایالات متحده آمریکا است که در شهرستان مرسر، اوهایو واقع شده‌است.
 بخش ریکاوری ۶۳٫۳ کیلومتر مربع مساحت و ۱٬۵۵۰ نفر جمعیت دارد و ۳۰۱ متر بالاتر از سطح دریا واقع شده‌است.